# Green River (album)
Pour les articles homonymes, voir Green River.
Albums de Creedence Clearwater Revival
Bayou Country
(1969) Willy and the Poor Boys
(1969)
Green River est le troisième album du groupe Creedence Clearwater Revival, sorti en 1969. Il a été produit par John Fogerty et Saul Zaentz. 
Le magazine Rolling Stone a placé cet album en 95e position sur sa liste des 500 plus grands albums de tous les temps en 2003, mais ne l'a pas retenu dans son classement 2012. Il fait partie de la liste de Robert Dimery des 1001 albums qu'il faut avoir écoutés dans sa vie.
Le titre Bad Moon Rising a été utilisé dans le film de John Landis Le Loup-garou de Londres.

## Liste des titres
Tous les titres sont écrits et composés par John Fogerty sauf indications contraires.
| 1. | Green River               | 2:36 |
| 2. | Commotion                 | 2:44 |
| 3. | Tombstone Shadow          | 3:39 |
| 4. | Wrote a Song for Everyone | 4:57 |

| 5. | Bad Moon Rising                  |                                                      | 2:21 |
| 6. | Lodi (en)                        |                                                      | 3:13 |
| 7. | Cross-Tie Walker                 |                                                      | 3:20 |
| 8. | Sinister Purpose                 |                                                      | 3:22 |
| 9. | The Night Time Is the Right Time | - Napoleon "Nappy" Brown - Ozzie Cadena - Lew Herman | 3:08 |

| 10. | Broken Spoke Shuffle                                       |                                                                       | 2:39 |
| 11. | Glory Be                                                   |                                                                       | 2:48 |
| 12. | Bad Moon Rising (Live in Berlin, Germany, 19/9/71)         |                                                                       | 2:08 |
| 13. | Green River / Susie Q (Live in Stockholm, Sweden, 21/9/71) | - Eleanor Broadwater - Dale Hawkins - Stanley S. Lewis pour (Susie Q) | 4:28 |
| 14. | Lodi (Live in Hamburg, Germany, 17/9/71)                   |                                                                       | 3:19 |

## Fiche technique

### Interprètes
- John Fogerty : chant, guitare
- Tom Fogerty : guitare rythmique, chœurs
- Stu Cook : basse
- Doug Clifford : batterie

## Classements hebdomadaires
| Classement (1969-1970)        | Meilleure position |
| ----------------------------- | ------------------ |
| Allemagne (Media Control AG)  | 11                 |
| Canada (RPM Top Albums)       | 2                  |
| États-Unis (Billboard 200)    | 1                  |
| France (IFOP)                 | 2                  |
| Norvège (VG-lista)            | 5                  |
| Pays-Bas (Mega Album Top 100) | 20                 |
| Royaume-Uni (UK Albums Chart) | 20                 |

## Certifications
| Pays              | Certification | Date             | Ventes    |
| ----------------- | ------------- | ---------------- | --------- |
| États-Unis (RIAA) | 3 × Platine   | 13 décembre 1990 | 3 350 000 |

## Ventes
Green River s'est vendu à 5 360 000 exemplaires dans le monde.